# Шашикманское сельское поселение
Шашикманское се́льское поселе́ние — муниципальное образование в Онгудайском муниципальном районе Республики Алтай Российской Федерации.
Административный центр — село Шашикман.

## История
Статус и границы сельского поселения установлены Законом Республики Алтай от 13 января 2005 года № 10-РЗ «Об образовании муниципальных образований, наделении соответствующим статусом и установлении их границ».

## Население
| 2010 | 2011 | 2012 | 2013 | 2014 | 2015 | 2016 | 2017 | 2018 |
| ---- | ---- | ---- | ---- | ---- | ---- | ---- | ---- | ---- |
| 752  | ↘750 | ↘732 | ↘718 | ↘714 | ↘713 | ↘691 | ↘679 | ↘665 |
| 2019 | 2020 | 2021 |      |      |      |      |      |      |
| ↘664 | ↘648 | ↘642 |      |      |      |      |      |      |

## Состав сельского поселения
| № | Населённый пункт | Тип населённого пункта       | Население |
| - | ---------------- | ---------------------------- | --------- |
| 1 | Шашикман         | село, административный центр | ↘691      |
| 2 | Каянча           | село                         | →0        |